# Albacete (stad)
Albacete is een gemeente en stad in de Spaanse autonome regio Castilië-La Mancha. Het is de hoofdstad van de provincie Albacete. De stad telt 172.426 inwoners (1 januari 2016).
De laagste temperatuur die in Albacete werd gemeten bedroeg −24 °C, dat was eind december 1970.

## Geschiedenis
Op de plaats van Albacete lag in de oudheid een keltiberische nederzetting genaamd Alaba. Na de komst van de Arabische veroveraars in de 8e eeuw werd op de ruïnes hiervan een nieuwe stad gesticht. Deze kreeg de in de 10e eeuw voor het eerst in een document vermelde naam البسيط (al-basīṭ). Al-Basit betekent in het Arabisch: de vlakte. De stad heet in feite nog steeds zo, naar de uitgestrekte hoogvlakte op ruim 650 meter boven de zeespiegel waar op de stad is gelegen.

## Evenementen
Jaarlijks vindt van 7 tot 17 september het grootse volksfeest Feria de Albacete plaats. Tot dit evenement behoren plechtige Heilige Missen en processies ter ere van de Heilige Maagd Maria, schutspatrones van de stad, maar ook kinderspelen, dans, muziek, stierenvechten en optochten. Het feest dateert reeds van rond 1210 en officieel van 1375, toen de stad officieel toelating van de koning voor het houden van een feestelijke processie kreeg. In 1783 werd er een in Spanje uniek gebouwencomplex voor opgericht, de Recinto Ferial de Albacete. Het wordt informeel naar de vorm Sartén, of wel braadpan genoemd.

## Afbeeldingen

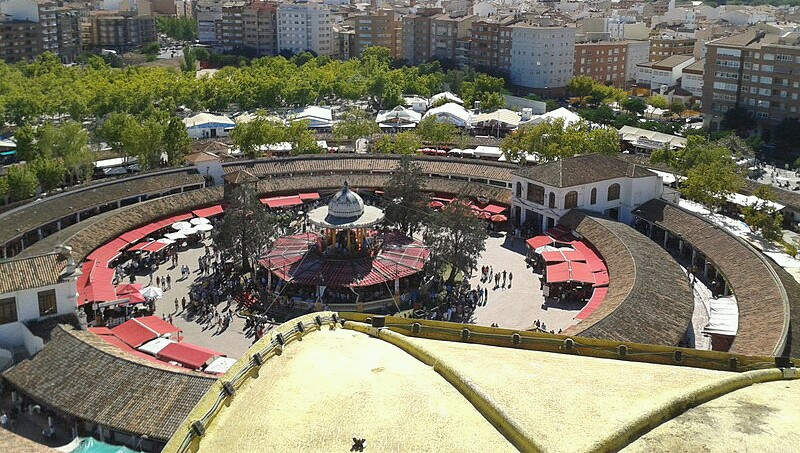
Recinto Ferial de Albacete
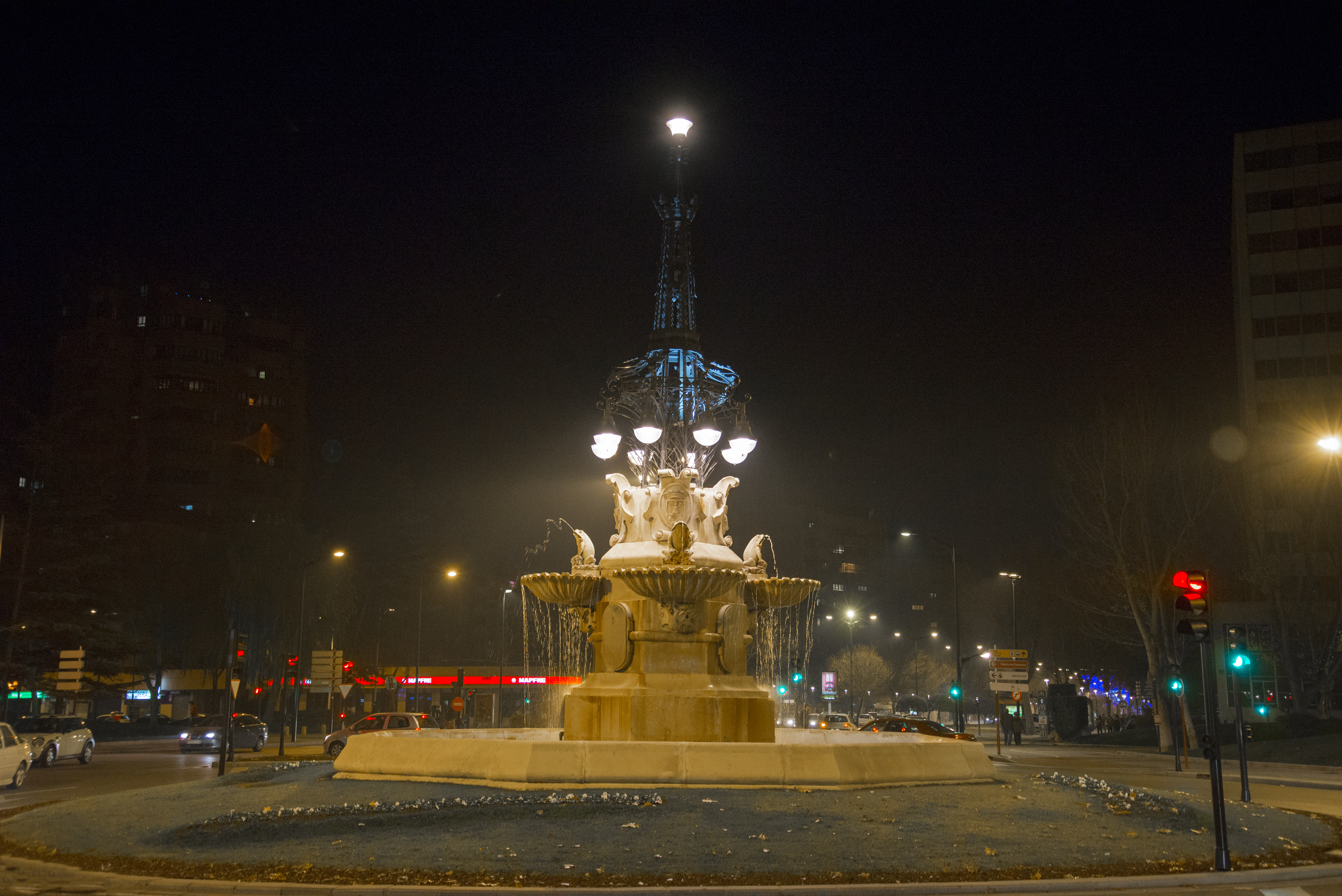
Fuente de las Ranas
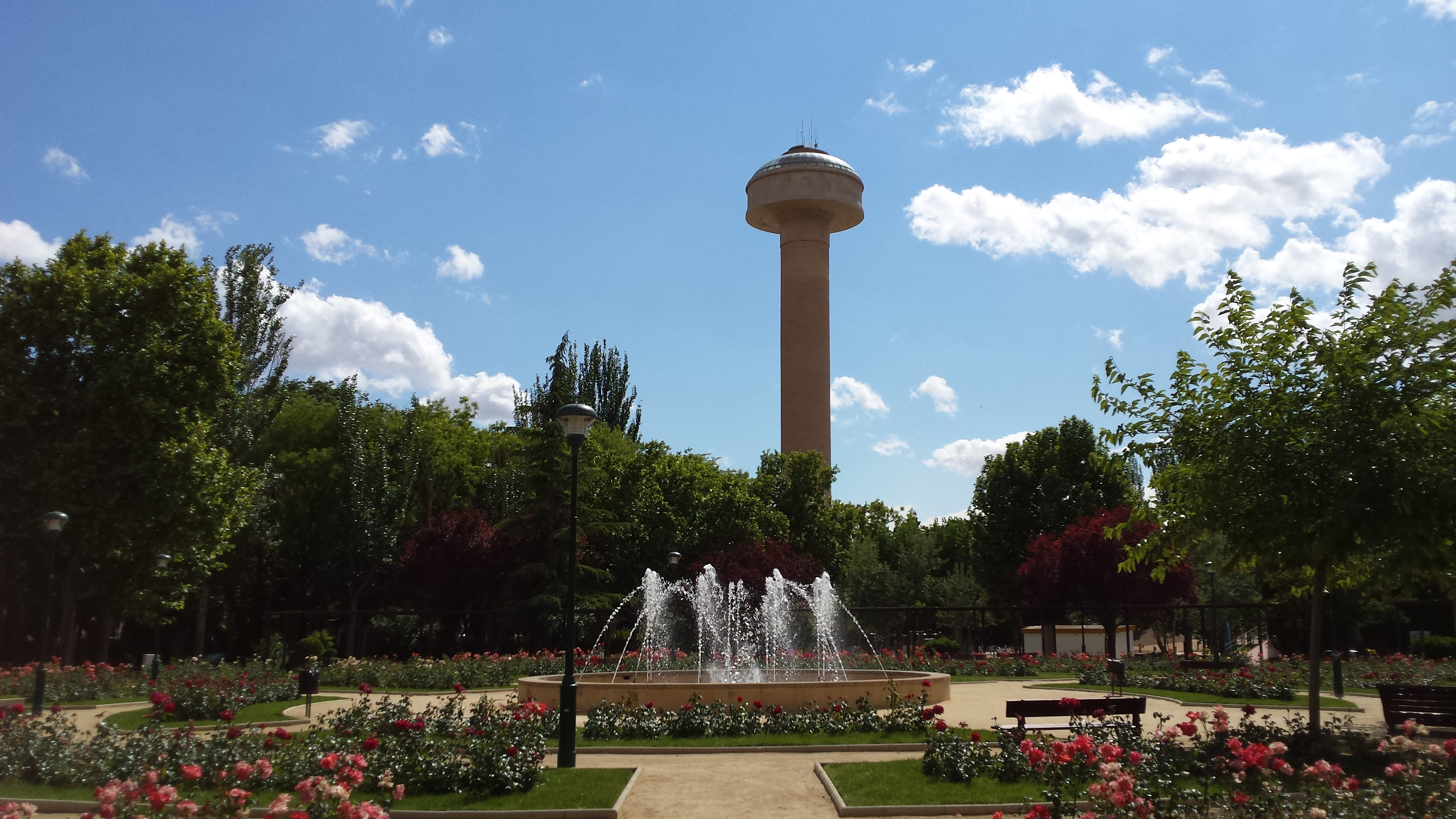
Fuente de La Rosaleda
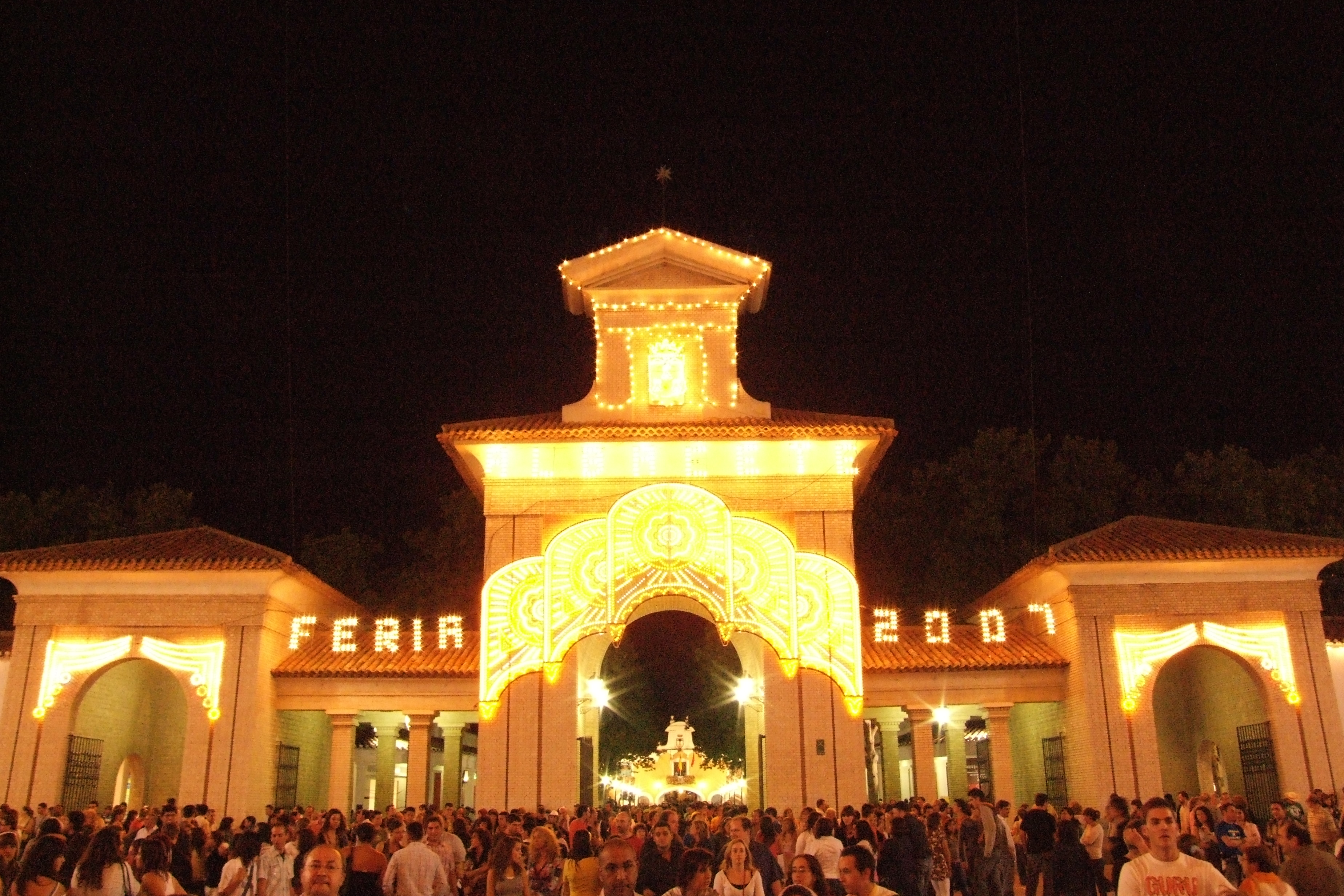
Puerta de Hierros de Albacete
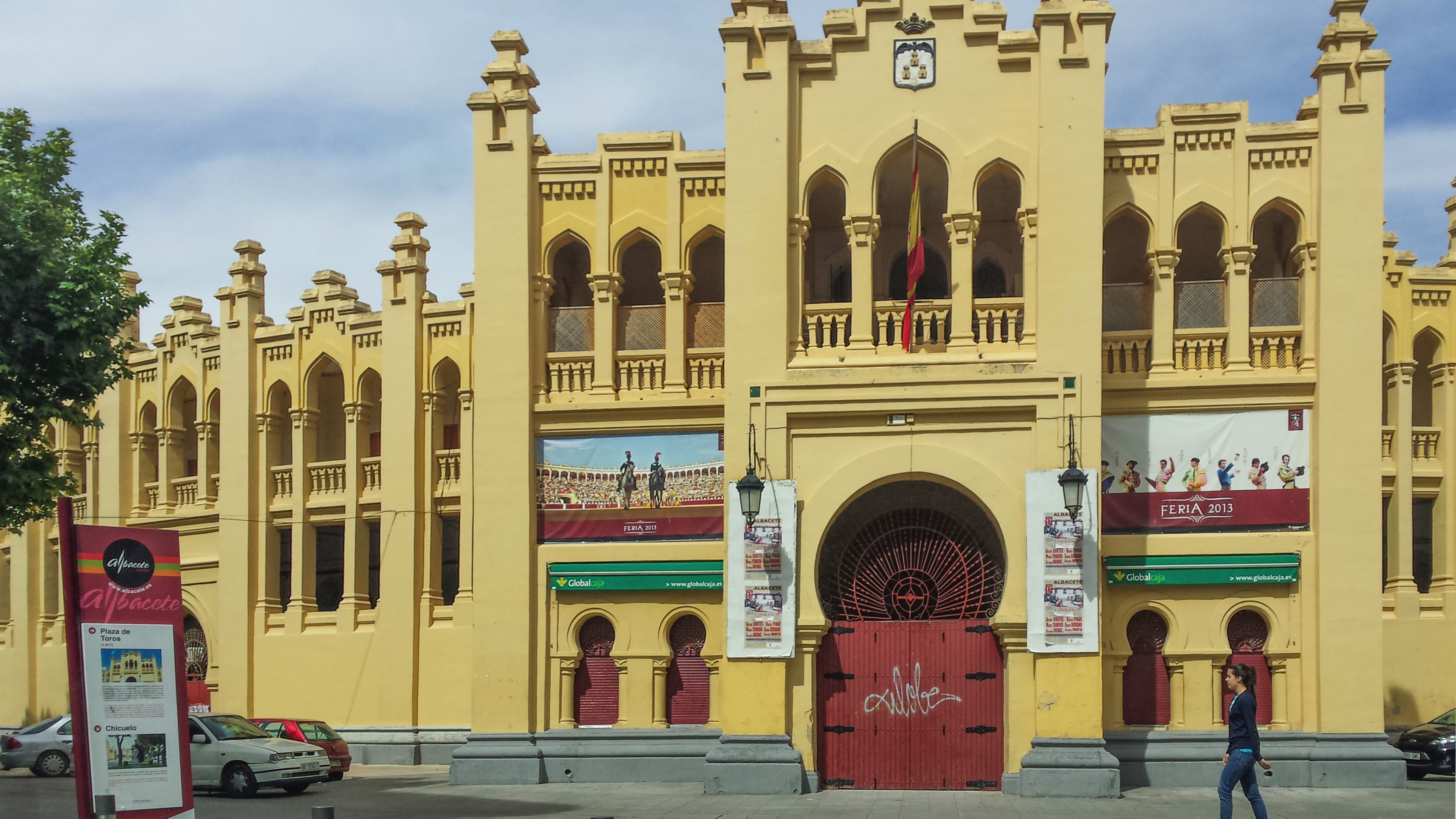
Plaza de Toros in mudejar-stijl

## Demografische ontwikkeling
Opm: Bevolkingscijfers in duizendtallen; afstand van Pozo Cañada (2001)

## Sport
Albacete Balompié is de professionele voetbalclub van Albacete en speelt in het Estadio Carlos Belmonte. De club speelde enkele seizoenen in de Primera División, het hoogste Spaanse niveau.
Albacete was 22 keer aankomstplaats van een etappe in wielerkoers Ronde van Spanje. Onder meer Jean-Paul van Poppel, Sean Kelly en Jasper Philipsen wonnen een rit die in de stad eindigde.

## Geboren in Albacete
- Óscar Sevilla (1976), wielrenner

## Partnersteden
- Poitiers, Frankrijk
- Reconquista, Argentinië
- Udine, Italië
- San Carlos, Nicaragua